# Fazenda Santa Cecília (Cajuru)
A Fazenda Santa Cecília, é uma fazenda histórica, da época do ciclo do café no Brasil, construída no século XIX. A fazenda está localizada no município de Cajuru, no estado de São Paulo. A fazenda é de propriedade privada e utilizada, pelo atual proprietário, para fins de pesquisa e salvaguarda de documentos históricos e turismo cultural.
Na Fazenda Santa Cecília, no ano de 2012, foi criado o Centro de Documentação e Memória da Mogiana.

## História
A Fazenda Santa Cecilia tem origem na divisão da Fazenda Santa Carlota. Originalmente construída para produção de café, por José de Sampaio Moreira.

## Centro de Documentação e Memória da Mogiana
Centro criado para pesquisa e salvaguardo da história do café da região de Mogiana.
Durante o restauro da Fazenda Santa Cecília, foi descoberto um acervo de documentos antigos, com o registro mais antigo datado em 1889.